# Georges Hacquard
Georges Hacquard, né le 18 juillet 1918 à Toulouse (Haute-Garonne) et mort le 8 mai 2014 à Ivry-sur-Seine, est un universitaire, professeur de lettres, historien, essayiste français, fondateur de l'Encyclopédie sonore en 1953 et directeur de l'École alsacienne de 1953 à 1986. Il est connu comme « l'un des maîtres de la pédagogie moderne ».

## Biographie
Après avoir étudié à Toulouse, il devient professeur au lycée de Roanne de 1938 à 1945. Il enseigne ensuite à l'École alsacienne de 1945 à 1952, puis il en est le directeur de 1953 à 1986, jusqu'à sa retraite. Il obtient une agrégation de lettres.
Il fonde en 1953 l'Encyclopédie sonore, une collection de textes interprétés et enregistrés sur disques microsillons 33 tours.
Il préside à partir de 1958 le Syndicat professionnel des auteurs d'ouvrages d'enseignement et de vulgarisation.
Il préside à partir de 1962 le Centre national du film pour l'enfance et la jeunesse.
Il fonde et devient vice-président en 1970 de l'Association pour l'organisation de voyages d'étude scolaires (Aves).
Il fonde en 1978 le Théâtre mémorial Corneille.
Il est vice-président de l’École nationale du cirque de 1986 à 2004, vice-président de l'Union nationale des Jeunesses musicales de France en 1987, administrateur général de la Guilde française des artistes solistes en 1985, président de l'Association Germaine Tailleferre de 1991 à 2003.
Il devient membre de l'Académie d'Alsace en 1971.
Il est membre, en 1992, puis secrétaire général, à partir de 1998, de l'Académie des arts, lettres et sciences de Languedoc,.

## Publications
- Athalie de Racine (1948), Éditions Librairie Hachette, coll. « Classiques France », 124 p. (présentation et notes)
- Florilège du Moyen Âge (1949), Éditions Librairie Hachette, coll. « Classiques France », 123 p. (présentation et notes)
- Vigny : Poèmes, Chatterton (1950)
- Guide romain antique (1952), prix Auguste-Furtado de l'Académie française en 1953
- L'Œuvre de Bossuet (1953)
- Panoramique sur cinquante ans de cinéma (1954)
- La Chanson de Roland (transposition littéraire et adaptation dramatique) (1957)
- À la découverte de la grammaire française (1959), prix Alfred-Née de l’Académie française en 1960
- La Musique et le Cinéma (1959)
- Trésor de la poésie lyrique française (1963)
- Vers une école idéale (1971), prix Hélène-Porgès de l'Académie française en 1972
- Le Songe de Tibère (1975), illustrations: Françoise Boudignon, couverture: XXth Century Fox, Éditions de l'amitié-G.T. Rageot, coll. Bibliothèque de l'amitié, no 106, 154 p.
- Guide mythologique (1976)
- Histoire d'une institution française : l'École alsacienne[7]
  - tome 1 : « Naissance d'une école libre 1871-1891 », Paris, Garnier, 1982, 356 p. Prix Fabien de l’Académie française en 1983
  - tome 2 : « L'école de la légende 1891-1922 », préface de Vercors, Paris, Suger, 1987, 528 p.
  - tome 3 : « La tradition à l'épreuve 1922-1953 », 1996, 352 p.
  - tome 4 : « L'école du contrat (1953-1986) », 2000, 378 p.
- Estelle (livret pour un opéra) (1989)
- Mireille (transposition littéraire et adaptation dramatique d'après Mistral) (1992)
- L'Étrange canne de Virgile (1992)
- Les Grandes Mythologies (1996)
- Occitanie (livret pour une cantate, 1998)
- Germaine Tailleferre, la Dame des Six (1998)
- Sur les balcons du ciel (souvenirs, 2012)

## Distinctions
- Officier de la Légion d'honneur
- Officier des Palmes académiques
- Officier des Arts et des Lettres
- Chevalier du Mérite agricole
- Médaille Grand Vermeil de la Ville de Paris
- Médaille d'or Montaigne
- Lauréat de l'Académie française
- Lauréat de l'Académie des Jeux floraux
- Grand prix du disque
- Coupe du Félibrige